# Borowa (powiat dębicki)
Borowa – wieś w Polsce, położona w województwie podkarpackim, w powiecie dębickim, w gminie Czarna.
W latach 1975–1998 wieś należała administracyjnie do województwa tarnowskiego.
Borowa jest siedzibą rzymskokatolickiej parafii Najświętszej Maryi Panny Częstochowskiej należącej do dekanatu Dębica Zachód w diecezji tarnowskiej.

## Integralne części wsi
| SIMC    | Nazwa         | Rodzaj    |
| ------- | ------------- | --------- |
| 0816003 | Mały Koniec   | część wsi |
| 0816010 | Pod Górami    | część wsi |
| 0816026 | Środek        | część wsi |
| 0816032 | Wielki Koniec | część wsi |